# Заражение ВИЧ-инфекцией
Заражение ВИЧ-инфекцией — деяние, являющееся преступным согласно статье 122 Уголовного кодекса РФ. Данная статья предусматривает ответственность как за заведомое поставление другого лица в опасность заражения ВИЧ-инфекцией без фактического заражения, так и за фактическое заражение другого лица ВИЧ-инфекцией лицом, знавшим о наличии у него этой болезни.
Отягчающими ответственность обстоятельствами являются заражение ВИЧ-инфекцией несовершеннолетнего, двух и более лиц, а также заражение, произошедшее в результате ненадлежащего исполнения лицом своих профессиональных обязанностей.
Способ заражения не имеет значения для уголовно-правовой квалификации деяния: оно может происходить половым путём, при переливании крови, использовании одного шприца для инъекций несколькими лицами и т.д.
Предусматривается также специальное основание освобождения от ответственности за совершение данного преступления: если заражённое или поставленное в опасность заражения лицо было своевременно предупреждено о наличии у первого этой болезни и добровольно согласилось совершить действия, создавшие опасность заражения, ответственность не наступает.